# Edward van de Vendel
Edward van de Vendel (Leerdam, 1 de agosto de 1964) es un escritor holandés de literatura infantil y juvenil.

## Biografía
Edward van de Vendel creció en Beesd, un pueblo de los Países Bajos, y fue al colegio en Culemborg, donde participó en el teatro escolar y escribió canciones.
De niño, Van de Vendel no era un lector demasiado ferviente, pero a medida que fue creciendo desarrolló una gran fascinación por el mundo de los libros. Uno de sus grandes ejemplos fue el escritor holandés Paul Biegel, cuya influencia se puede ver en sus textos.
Al igual que otros muchos niños, Van de Vendel soñaba con ser futbolista o cantante, pero debido a su falta de talento para esas profesiones, optó por la docencia.

## Carrera de escritor
Antes de empezar a escribir, Edward van de Vendel impartió clases en distintas escuelas neerlandesas. En 1996 publicó su primer libro y desde 2001 se dedica por completo a la escritura.
Edward van de Vendel cultiva la ficción infantil y juvenil, la poesía, el teatro y el ensayo, e incluso escribe letras de canciones. Van de Vendel se ha convertido en uno de los escritores de más renombre entre el público infantil y juvenil holandés y sus libros se han traducido, entre otros idiomas, al alemán, francés, inglés, chino, danés, portugués, italiano, noruego, eslovaco y español.

### Premios literarios en los Países Bajos
- Beso de Oro (Gouden Zoen) por Gijsbrecht (1999), De dagen van de bluegrass liefde (2000) y Ons derde lichaam (2007).
- Estilete de Plata (Zilveren Griffel) por Dom konijn (2001), Superguppie (2004), Eén miljoen vlinders (publicado en español como Un millón de mariposas) (2008), Opa laat zijn tenen zien (2009), Fluit zoals je bent (2010) y Hoera voor Superguppie (2011).
- Premio Woutertje Pieterse 2004 por Superguppie
- Bandera y Gallardete del Griffeljury por Rood Rood Roodkapje (2004), Klein vader (2008), Ajax wint altijd (2010) y Draken met stekkers (2011).
- Wat rijmt er op puree? elegido como regalo de la Semana del Libro Infantil 2005 (390.000 ejemplares).
- Globo de Cristal 2009 (Glazen Globe) por De gelukvinder (publicado en español como El chico que encontró la felicidad).
- Premio Jenny Smelik-IBBY 2010 por De gelukvinder (publicado en español como El chico que encontró la felicidad).
- Pluma del Jurado Infantil de los Países Bajos 2011 por Sofie en de pinguïns.

### Premios literarios internacionales
- Nominado para el premio alemán de literatura juvenil (Deutscher Jugendliteraturpreis) por Wat ik vergat (2005).
- Nominado como escritor para el Astrid Lindgren Memorial Award (2011 y 2012)

## Títulos publicados en español
Un millón de mariposas (Eén miljoen vlinders), Barbara Fiore Editora, 2007. Traducido por Albert Vitó Godina.

La amante del miedo (Een griezelmeisje), Barbara Fiore Editora, 2009. Traducido por Albert Vitó Godina y Carles Andreus Saburit.

El chico que encontró la felicidad (De gelukvinder), Ediciones SM, 2011. Traducido por Gonzalo Fernández.

¡Chau! (Doei!), Editorial Monigote, 2016. Traducido por Cisca Corduwener.